# María Celeste (telenovela)
Maria Celeste foi uma telenovela venezuelana produzida pela Venevisión entre 2 de maio a 7 de dezembro de 1994.

## Exibição
Foi exibida no Brasil pela Band entre 09 de junho a 05 de dezembro de 1997 substituindo Perdidos de Amor e sendo substituída por Traição.
Foi exibida pela segunda vez no Brasil,entre 07 de março e 04 de outubro de 2023, substituindo Morena Clara e sendo substituída por Cara suja, através do canal 2571 (Novelíssima), disponível no serviço gratuito de streaming Samsung TV Plus, com dublagem brasileira da Megasom, a mesma da exibição da Band em 1997..
Está sendo exibida pela segunda vez pelo Novelissima desde 27 de junho de 2025 substituindo Morena Clara.

## Exibição em Portugal
Em Portugal foi exibida na TVI em 1994, substituindo Estrela e sendo substituída por Morena Clara.
Foi protagonizada por Sonya Smith e Miguel de León e antagonizada por Fedra López.

## Curiosidades
Na exibição de 2023, através do canal Novelíssima, a cena final do último capítulo sofreu um corte abrupto, deixando a mesma sem o final exibido. O erro se repetiu em todas as reprises do último capítulo nas maratonas de final de semana. A cena encontra - se completa e dublada no YouTube, na versão exibida pela Rede Bandeirantes em 1997.

## Sinopse
Sonya Smith vivia uma protagonista sofredora ao máximo, no melhor estilo venezuelano. Miguel de Léon vivia o galã e, com total destaque, Fedra López encarnava a grande vilã da trama, Irânia, sendo ela responsável pelo motor da história - a troca de "lugar" com a falsa irmã no coração e na herança do rico  D. Patrício Hidalgo. A saga da recuperação da verdadeira identidade da neta do milionário e um romance cheio de altos e baixos com Santiago (Miguel de Leon) levaram Maria Celeste a travar uma árdua luta com Irânia, que com a cumplicidade quase que involuntária da mãe, Martirio Pan y Agua, apresenta-se como a neta do milionário que havia desaparecido 25 anos antes, depois de a sua filha, Celina (Gabriela Spanic) fugir para ir viver um amor proibido com um roqueiro, romance esse que Patricio desaprovava. Acabam por mudar-se para a Colômbia, onde Celina dá a luz Maria Celeste e acaba por morrer num acidente que vitima também o seu marido e o colega de banda, marido de Martirio. Martírio, após a tragédia e sem ter como procurar a família de Celina, decide criar Maria Celeste como se fosse sua filha e esta cresce ao lado de Irania, sua filha legitima. A história é descoberta quando, por só arranjar problemas, Irania vê-se perseguida por marginais e é obrigada a fugir do pais. Ao expor  a questão á família, Martirio e Celeste decidem fugir com Irania, devido ao grande amor que ambas lhe dedicam. Martirio decide então voltar à Venezuela, procurando apoio na cunhada, Consuelo, que é dona de uma modesta pensão em caracas. Depois de uma fuga clandestina, chegam as 3 a Caracas e no meio dos pertences de Martirio, Irania encontra uma foto de Celina, seu marido e uma bêbe loura no colo, com uma dedicatória de Celina para Martirio, onde é identificada Maria Celeste. Junto com a foto está também uma medalha que identifica Celina. Esperta, Irania percebe imediatamente o que se passou e ao perceber que a família de Maria Celeste é rica, vê na sua frete a oportunidade se ser rica. Sem pudor, chantageia a mae, obrigando-a a apresentar a história que lhe contou, mas mudando as protagonistas - ela seria apresentada como a filha da falecida Celina Hidalgo. Munida  da medalha e com o aval da mãe, coagida pela ameaça de nnca mais a voltar a ver, Irania trata de se apresentar a família Hidalgo e começa ai a usurpação do lugar da irmã. É no núcleo da família do falso avô que surge Santiago, afilhado do velho, que será disputado pelas duas belas mulheres.

## Elenco
- Sonya Smith - María Celeste Paniagua
- Miguel de León - Santiago Azpurua
- Fedra López - Irania Paniagua
- Adolfo Cubas - Horacio
- Aroldo Betancourt - Manaure
- Rafael Briceño - Patricio Hidalgo
- Ernesto Balzi - Tiberio
- Orangel Delfín - Rodolfo
- Mauricio González- Cupertino
- Carolina Mota- Jimena
- Belén Díaz - Martirio Paniagua
- Angélica Arenas - Consuelo
- Ileana Jacquet - Herminia
- Aidita Artigas - Sarita
- Cristina Obin - Octavia
- Sandra Juhaz - Mariu
- Gaspar González -Manuel
- Jose Ángel Urdaneta - Samario
- Freddy Romero - Isaías
- Diego Acuña - Valladares

Participações Especiais
- Gabriela Spanic (Celina Hidalgo)
- Yamandu Acevedo (Doctor Andres)
- Delia López (Amelia)
- Luis Malave (Casto)
- Mónica Rubio (Veronica)
- Luis Rivas (don Nino)
- Eduardo Luna (Cesar Augusto)
- Lotario (Guanabacoa)
- Miguel David Díaz (Larry)
- Gabriel Murati (Chuito)
- Geronimo Gómez (Malote)
- Lucy Orta (Déciopelo)
- Kenya Urbina
- Pierangela Napoli